# Mary Martin
Mary Virginia Martin (sinh ngày 1 tháng 12 năm 1913 - mất ngày 3 tháng 11 năm 1990) là một nữ diễn viên, ca sĩ, và ngôi sao Broadway người Mỹ. Nàng thơ của Rodgers và Hammerstein, bà đóng nhiều vai diễn hàng đầu trong sự nghiệp của mình, bao gồm cả Nellie Forbush trong nhạc kịch South Pacific và Maria von Trapp trong The Sound of Music. Bà được Trung tâm Kennedy vinh danh năm 1989. Bà là mẹ của nam diễn viên Larry Hagman.

## Sự nghiệp

### Sân khấu
- Leave It to Me! (1938)
- Nice Goin'! (1939)
- One Touch of Venus (1943–1945)
- Pacific 1860 (1946)
- Lute Song (1946)
- Annie Get Your Gun (1947)
- South Pacific (1949–1951)
- Kind Sir (1953)
- Peter Pan (1954)
- The Skin of Our Teeth (1955)
- Annie Get Your Gun (1957) 10 Weeks Los Angeles and San Francisco
- South Pacific (1957) 10 Weeks touring Los Angeles and San Francisco
- Music with Mary Martin (1958)
- The Sound of Music (1959)
- Jennie (nhạc kịch) (1963)
- Hello, Dolly! (1965–1966) US Tour, Asia and for 6 months in London
- I Do! I Do! (1966–1969) One year on Broadway, nearly one year on tour
- A Celebration of Richard Rodgers (1972)
- Together on Broadway: Mary Martin & Ethel Merman (1977)
- Do You Turn Somersaults? (1978)
- Our Heart Belongs To Mary (1985); 1 performance only at the Shubert Theater on Broadway
- Legends (1985–1987)

| - The Rage of Paris (1938) - The Shopworn Angel (1938) (dubbed singing voice of Margaret Sullavan) - Battle of Broadway (1938) (dubbed singing voice of Gypsy Rose Lee) - The Great Victor Herbert (1939) - Fashion Horizons (1940) (short subject) - Rhythm on the River (1940) - Love Thy Neighbor (1940) - Kiss the Boys Goodbye (1941) - New York Town (1941) - Birth of the Blues (1941) - Star Spangled Rhythm (1942) - Happy Go Lucky (1943) - True to Life (1943) - Night and Day (1946) - Main Street to Broadway (1953) - America Applauds: An Evening for Richard Rodgers (1951) - The Ford 50th Anniversary Show (1953) - General Foods 25th Anniversary Show: A Salute to Rodgers and Hammerstein (ngày 28 tháng 3 năm 1954) TV special aired on all four TV networks of the time - Noël Coward & Mary Martin – Together With Music (1955) - Producers' Showcase: Peter Pan (twice, in 1955 and 1956) - Annie Get Your Gun (1957) - Magic with Mary Martin (1959) - Peter Pan (1960) - The Bing Crosby Show for Clairol (1962) - Mary Martin: Hello, Dolly! Round the World (1966) - Mary Martin at Eastertime (1966) - Valentine (1979) - Over Easy (host from 1981–1983) - Rodgers and Hammerstein: The Sound of American Music (1985) |

## Phát thanh
| Năm  | Chương trình            | Episode/source         |
| ---- | ----------------------- | ---------------------- |
| 1943 | Stage Door Canteen      | Curtain Up for Victory |
| 1943 | Philip Morris Playhouse | Roberta                |